# Cavan (đơn vị)
Cavan, đôi khi viết là Caban hoặc Kaban) là đơn vị khối lượng của Philippines và cũng là một đơn vị thể tích hoặc số đo khối lượng khô.

## Miêu tả
Cavan được xác định vào thế kỷ 19 bởi chính phủ của Đông Ấn Tây Ban Nha là tương đương với 75 lít. Mặc dù nó chính thức trở thành số liệu hoàn toàn của Philippines vào năm 1860, giá trị này vẫn được sử dụng vào thế kỷ 20.
Cavan được báo cáo vào cuối thế kỷ 19 như là một phép đo cho gạo tương đương 98,28 lít. Các tài liệu tham khảo khác nhau từ cùng kỳ mô tả nó như một đơn vị khối lượng: đối với gạo, 133 lb (khoảng 60,33 kg); đối với ca cao, 83,5 lb, (khoảng 37,87 kg) một nguồn cho biết trung bình 60 kg gạo và 38 kg cho cacao). Các nguồn khác cho rằng nó tương đương với 58,2 kg.
Trong tất cả khả năng, đây là một trường hợp trong đó một số mặt hàng bắt đầu được giao dịch theo khối lượng thay vì thể tích, và "một caban gạo" đã trở thành một khối lượng nhất định thay vì một thể tích nhất định. Một nguồn tin cho biết trước năm 1973, một cavan của bất kỳ loại gạo nào nặng tới 50 kg. Một nguồn tin nói rằng sau năm 1973, một thùng gạo thô nặng 44 kg và một thùng gạo xay xát nặng 56 kg (ý nghĩa của ngày năm 1973 là không rõ ràng).
Ví dụ sử dụng: "Hiện tại, do sự khan hiếm gạo muộn ở Camarines và Leyte, giá thóc tại Iloilo đã tăng lên 10 rial mỗi cavan tỉnh, tương đương với một và một nửa số đo (cavan del rey) được sử dụng tại Manila."